# Марк Жене
Марк Женѐ и Герѐро (на каталунски Marc Gené i Guerrero) е испански пилот от Формула 1, роден на 29 март 1974 г. в Сабадел, Испания. Най-известен е като тестов пилот на Уилямс и Ферари. Има брат Жорди, който също е пилот.

## Първи стъпки
Жене стартира кариерата си с картинг, а на 13-годишна възраст е претендент за короната в Испанския картинг шампионат. Година по-късно, през 1989 година, печели титлата в младшата категория, а през 1990 г. в старшата, ставайки най-младия пилот с това постижение.

## Формула Серии
През 1992 г. преминава във Формула Форд в Испания, след което в европейския шампионат, а през 1994 г. стана най-добрия новак на годината в Британската Формула 3.
От 2007 г. участва в отбора на Пежо в 24-те часа на Льо Ман, където през 2009 година записва първата си победа.

## Формула 1
Във Формула 1 има 36 старта, предимно с тима Минарди, а най-високото му класиране е 6-о – в Голямата награда на Европа през 1999 г.
През 2001 г. става тестов пилот на Уилямс, но му се отдава възможност да кара през 2003 г. в Монца, сменяйки Ралф Шумахер за едно състезание. Следващата година също сменя Шумахер в две състезания, а от край на 2004 г. е тестов пилот на Ферари.

## Други
Марк Жене се изявява и като коментатор на Формула 1 по италианската Скай Спорт като част от споразумението на Скудерия Ферари и Скай Италия.